# Рахадзаризафи, Антуан де Паду

## Биография
Родился 7 апреля 1911 года в обеспеченной семье. Его отец был известным журналистом, работал в газете «Золотой колокольчик», служил в колониальной администрации, отлично знал французский язык. Мать была дочерью христианского проповедника.
Рахадзаризафи начинал обучение в христианской (иезуитской) школе (в Андухалу) (1918-1920), учился в колледже Сент-Мишель в Ампарибе (1920-1923), в Petit Seminaire в Амбухину(1923-1931) и в высшей духовной семинарии в Амбатуруке (1931-1941). По окончании семинарии Антоний был рукоположен в сан священника.
Рахадзаризафи был ректором Малой семинарии Фалиариву (Faliarivo), директором Молодёжного центра, организованного иезуитами.
Начал в Тананариве движение ориентированное на образование молодёжи.

## Произведения
Лейтмотивом его произведений была самобытная малагасийская культура, философия жизни малагасийцев, их язык и речь.
Когда Рахадзаризафи был едва ли старше 20 лет, он начал составлять книгу о жизни, мудрости и подвигах короля Андрианампуйнимерины.

В другой своей книге, «Аромат предков» (малаг. Ny hanitra nentin-drazana), Рахадзаризафи описывает малагасийский образ мышления, унаследованный современным ему поколением от предков. 

В книге «Малагасийские пословицы» (малаг. Ny ohabolana malagasy) Рахадзаризафи раскрывает как его предки воспринимали мир вокруг них; мирно сосуществовали с другими живыми существами и природой. Продолжение этих идей автор излагает в книге «Философия малагасийцев: душа - сущность человека» (малаг. Filozofia malagasy: ny fanahy no olona).

«Очерки малагасийской грамматики» (фр. Essai sur la grammaire malgache) - в помощь иностранцам, стремящимся понять малагасийский. 

Малагасийские кабари (речи)(малаг. Ny kabary malagasy) – посвященная ораторскому искусству и речи.

## Интересные факты
Целый 2011 год в Антананариву проходили мероприятия, посвященные Рахадзаризафи: выставки, серия лекций, конференции, переиздания книг. В том числе с участием молодёжи.

В его честь была названа одна из улиц в Антананариву (расположенная между Ivandry и Analamahitsy.)